# Nubosidad variable
Nubosidad variable es una novela epistolar de la escritora española Carmen Martín Gaite, publicada en 1992

La novela cuenta la historia de Sofía Montalvo y Mariana León, amigas durante la infancia y adolescencia y cuya amistad se rompe cuando ambas se enamoran del mismo joven. Años más tarde vuelven a encontrarse en una exposición de pintura y, después de eso, debido a que Mariana debe emprender un viaje, deciden ponerse al día de lo que ha sido su vida escribiéndose cartas.
- Datos: Q5804600